# César Pierry
César Pierry (Buenos Aires, 1955 - Buenos Aires, 29 de julho de 1992) foi um ator de televisão argentino. Era muito famoso durante os anos 80 e os anos 90 por suas participações em programas de televisões humorísticos. Morreu devido a um acidente com uma granada de fumaça enquanto estava fazendo uma gravação. 

## Carreira
Cesar tornou-se famoso primeiro como ator de teatro, compartilhando cenas com artistas como Pepe Cibrián, Antonio Gasalla e María Fernanda Callejón, entre muitos outros, exibindo seu grande talento humorístico. Além de ator, ele era um estudante de advocacia e um ciclista dedicado.
Entre 1987 e 1990 foi parte do elenco de Matrimonios y algo más, de Hugo Moser, junto a Rodolfo Ranni, Hugo Arana, Adriana Salgueiro, Silvia Suller, Gonzalo Urtizberea, Aida Luz, Cristina del Valle y Mirta Busnelli, entre outros.
Em 1989, estreou o único filme em que trabalhou, o drama francês-argentino Corps perdus ("Corpos perdidos"), de Eduardo de Gregorio, estreou com Laura Morante, Tchéky Karyo e Gerardo Romano.
Aos finais de 1990 e durante 1991 protagonizou a comédia televisiva Detective de señoras como Lucas, em dupla com Fernando Lúpiz (Miguel), e acompanhado por outros atores, como Ricardo Morán, Stella Maris Lanzani e Luisa Albinoni.
Em 1992, ele gravou a comédia inacabada Mi socio imposible, também com Lupiz, que foi projetada como uma continuação do formato e estilo do Detective de señoras e seria transmitida em princípio pela Telefé. Após a morte de Pierry, foi cancelado e não pode ser lançado.

## Acidente e morte
Em 10 de julho de 1992, enquanto gravava um capitulo de Mi socio imposible quando estava mexendo em uma granada de fumaça, o explosivo explodiu inesperadamente, causando danos sérios na mão esquerda do ator, uma amputação de três dedos. Os companheiros, Fernando Lúpiz e Ricardo Morán que estavam junto a ele, sofreram ferimentos leves. No Hospital Británico de Buenos Aires, foi operado 4 vezes.
Em 29 de julho de 1992, ele sofreu uma parada respiratória que causou a sua morte. Alguns rumores que surgiram ao longo dos dias vindouros era que sua morte repentina foi devido a negligência, relacionada com um erro de medicação ou anestesia excessiva, entre outros pressupostos não esclarecidos.
Ele morreu com apenas 37 anos de idade.